# Атлетика на Летњим параолимпијским играма 2016 — 1.500 метара за жене T12-Т13
Трка на 1.500 метара у класама 12 и 13 за жене, била је једна од 29 дисциплина атлетског програма на Летњим параолимпијским играма 2016. у Рио де Жанеиру, Бразил. Такмичење је одржано 8. и 10. септембра на Олимпијском стадиону Жоао Авеланж.

## Земље учеснице
Учествовало је 12 такмичара из 8 земаља.
1. Ирска (1)
2. Кенија (1)
3. Колумбија (1)
4. Малави (1)
5. Мексико (2)
6. Тунис (2)
7. Чиле (1)
8. Шпанија (3)

## Рекорди пре почетка такмичења
(стање 8. септембра 2016.)

### Класа Т12
| Рекорди пре почетка Параолимпијске игара 2016. | Рекорди пре почетка Параолимпијске игара 2016. | Рекорди пре почетка Параолимпијске игара 2016. | Рекорди пре почетка Параолимпијске игара 2016. | Рекорди пре почетка Параолимпијске игара 2016. | Рекорди пре почетка Параолимпијске игара 2016. |
| ---------------------------------------------- | ---------------------------------------------- | ---------------------------------------------- | ---------------------------------------------- | ---------------------------------------------- | ---------------------------------------------- |
| Светски рекорд                                 | 4:19,20                                        | Асиа Ел Ханоуни                                | Француска                                      | Пекинг, Кина                                   | 14. септембар 2008.                            |
| Параолимпијски рекорд                          | 4:19,20                                        | Асиа Ел Ханоуни                                | Француска                                      | Пекинг, Кина                                   | 14. септембар 2008.                            |

### Класа Т13
| Рекорди пре почетка Параолимпијских игара 2016.     | Рекорди пре почетка Параолимпијских игара 2016. | Рекорди пре почетка Параолимпијских игара 2016. | Рекорди пре почетка Параолимпијских игара 2016. | Рекорди пре почетка Параолимпијских игара 2016. | Рекорди пре почетка Параолимпијских игара 2016. |
| --------------------------------------------------- | ----------------------------------------------- | ----------------------------------------------- | ----------------------------------------------- | ----------------------------------------------- | ----------------------------------------------- |
| Светски рекорд                                      | 4:05,27                                         | Марла Руњан                                     | Сједињене Државе                                | Севиља, Шпанија                                 | 1999.                                           |
| Рекорди после завршених Параолимпијских игара 2016. |                                                 |                                                 |                                                 |                                                 |                                                 |
| Параолимпијски рекорд                               | 4:21,45                                         | Сомаја Боусаид                                  | Тунис                                           | Рио де Жанеиро, Бразил                          | 8. септембар 2016.                              |

## Сатница
| Датум               | Време | Ниво               |
| ------------------- | ----- | ------------------ |
| 8. септембар 2016.  | 11:30 | Квалификације (Г1) |
| 8. септембар 2016.  | 11:39 | Квалификације (Г2) |
| 10. септембар 2016. | 11:13 | Финале             |

Сва времена су по локалном времену (UTC+3)

## Освајачи медаља
|                        |                     |                               |
| Сомаја Боусаид · Тунис | Наја Чоуаја · Тунис | Исаскун Осес Ајукар · Шпанија |

## Резултати

### Квалификације
Квалификације су одржане 8.9.2016. годину у 11:30 и 11:39. Такмичарке су биле подељене у две групе. У финале су се пласирале прве две такмичаре из сваке групе и 2 на основу резултата.,,
| Пласман | Група | Атлетичарка                         | Земља     | Класа | ЛР      | ЛРС     | Резултат | Белешка  |
| ------- | ----- | ----------------------------------- | --------- | ----- | ------- | ------- | -------- | -------- |
| 1.      | 2     | Исаскун Осес Ајукар                 | Шпанија   | Т12   | 4:48,15 | 4:48,15 | 4:49,99  | КВ       |
| 2.      | 2     | Сомаја Боусаид                      | Тунис     | Т13   | 4:24,13 |         | 4:50,87  | КВ       |
| 3.      | 2     | Грета Стреимиките                   | Ирска     | Т13   | 4:48,85 | 4:48,85 | 4:51,75  | кв, РР   |
| 4.      | 1     | Наја Чоуаја                         | Тунис     | Т12   | 4:33,52 | 4:33,52 | 4:52,32  | КВ       |
| 5.      | 2     | Марчела Гонзалез                    | Колумбија | Т11   | 4:59,06 | 5:02,85 | 4:54,11  | кв, ЛР   |
| 6.      | 1     | Данијела Еугенија Веласко Малдонадо | Мексико   | Т12   | 4:49,50 | 4:49,50 | 4:56,74  | КВ       |
| 7.      | 2     | Ана Исабел Тавера Гонзалез          | Мексико   | Т12   | 4:56,09 | 5:33,48 | 4:58,83  | ЛРС      |
| 8.      | 1     | Маргарита Фаундез                   | Чиле      | Т12   | 4:51,88 |         | 5:01,93  |          |
| 9.      | 1     | Елена Конгост                       | Шпанија   | Т12   | 4:38,59 | 4:54,85 | 5:11,68  |          |
| 10.     | 1     | Марија дел Кармен Паредес Родригез  | Шпанија   | Т12   | 5:19,66 | 5:20,34 | 5:19,03  | ЛР       |
|         | 1     | Таонере Банда                       | Малави    | Т12   |         |         | Диск.    | чл. 18.5 |
|         | 2     | Нели Насимију Муниало               | Кенија    | Т12   | 5:01,55 | 5:01,55 | Диск.    | чл. 7.9  |

### Финале
Такмичење је одржано 10.9.2016. годину у 11:13,,
| Пласман | Атлетичарка                         | Земља     | Класа | Резултат | Белешка |
| ------- | ----------------------------------- | --------- | ----- | -------- | ------- |
|         | Сомаја Боусаид                      | Тунис     | Т13   | 4:21,45  | ПР, ЛР  |
|         | Наја Чоуаја                         | Тунис     | Т13   | 4:30,52  | РР      |
|         | Исаскун Осес Ајукар                 | Шпанија   | Т12   | 4:39,99  | ЛР      |
| 4.      | Грета Стреимиките                   | Ирска     | Т13   | 4:45,06  | РР, ЛР  |
| 5.      | Марчела Гонзалез                    | Колумбија | Т12   | 4:49,37  | ЛР      |
| 6.      | Данијела Еугенија Веласко Малдонадо | Мексико   | Т12   | Диск.    | чл. 7.9 |

#### Пролазна времена (финале)
| Дистанца | Време   | Атлетичарка    | Земља |
| -------- | ------- | -------------- | ----- |
| 400 м    | 1:06,52 | Сомаја Боусаид | Тунис |
| 800 м    | 2:17,32 | Сомаја Боусаид | Тунис |
| 1.200 м  | 3:29,76 | Сомаја Боусаид | Тунис |